# ÖBB 2095 sorozat
Az ÖBB 2095 egy osztrák B B tengelyelrendezésű keskeny nyomtávú dízelmozdony-sorozat. Összesen 15 db épült belőle. A Simmering-Graz-Pauker gyártotta 1958 és 1962 között.